# لقاح پاک (آرانخوئز)

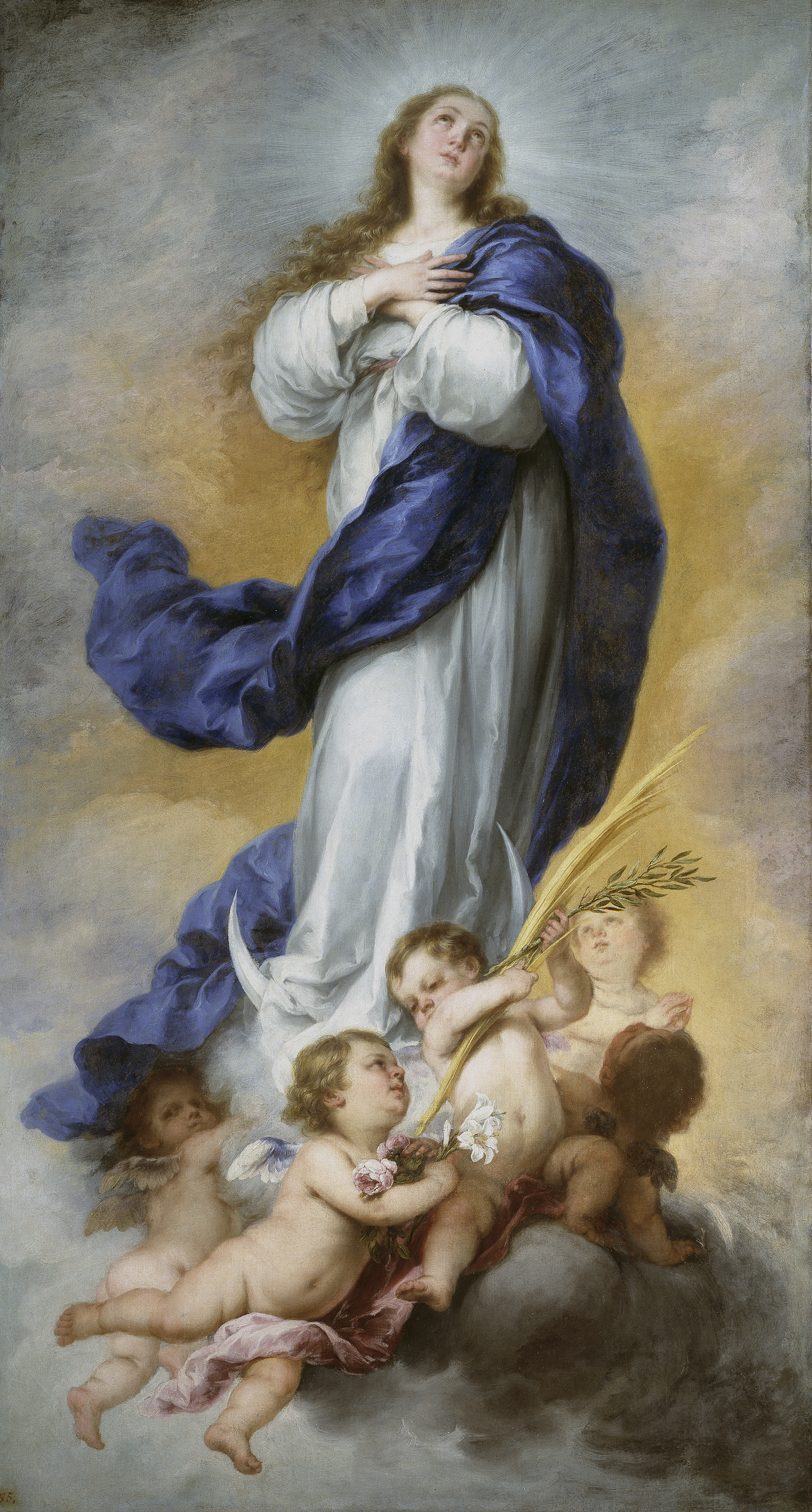
لقاح پاک آرانخوئز اثر بارتولومه استبان موریلو (حدود ۱۶۷۵)

لقاح پاک آرانخوئز یک نقاشی رنگ روغن روی بوم اثر بارتولومه استبان موریلو در حدود سال ۱۶۷۵ است. این نقاشی اولین بار در سال ۱۸۱۸ در اسناد مکتوب دیده شد، زمانی که در کلیسای سلطنتی سن آنتونیو در کاخ آرانخوئز در مادرید قرار داشت و نام آن از همان کاخ گرفته شده است. این اثر بعداً در سال ۱۸۲۷ در اقامتگاه ملکه به همان کاخ آورده شد و اکنون در موزهٔ پرادو قرار دارد.